# Sport à San Diego

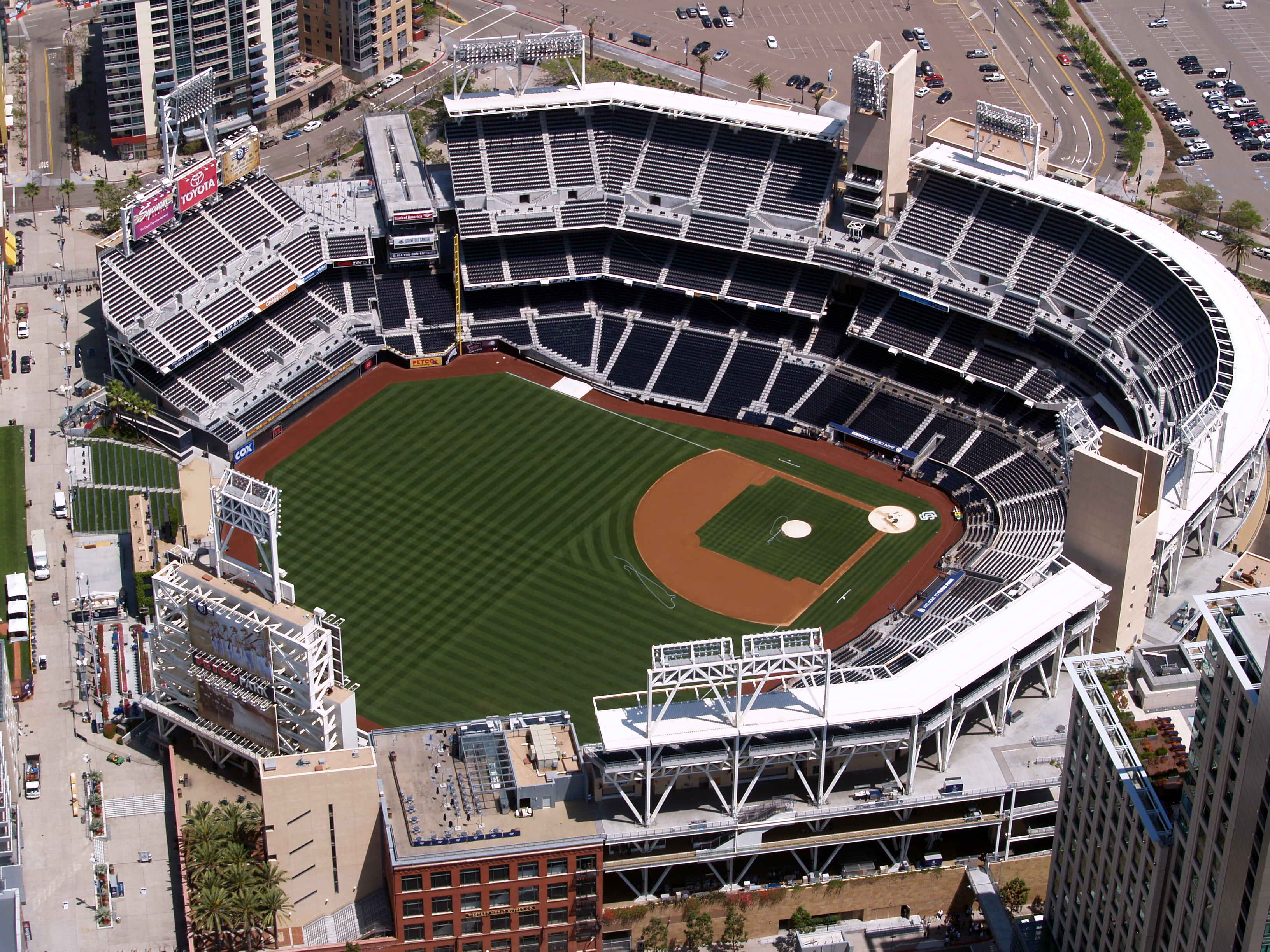
Le Petco Park, stade des Padres de San Diego notamment.

Le sport à San Diego n'est actuellement dominé que par une grande franchise professionnelle :  les Padres de San Diego (baseball) qui évoluent dans la Ligue majeure de baseball (LMB). Au niveau universitaire, les Aztecs de San Diego State (multi-sports) évoluent en National Collegiate Athletic Association (NCAA) et sont également populaires.
Les franchises de basket-ball des Clippers de Los Angeles et des Rockets de Houston qui évoluent en National Basketball Association (NBA) ont été dans leur histoire basées à San Diego, respectivement entre 1978 et 1984 sous le nom des « Clippers de San Diego » et en 1967 sous le nom des « Rockets de San Diego ». Un tournoi de tennis, le Tournoi de tennis de San Diego, a eu lieu de 1952 à 2014.
Depuis 2018, les Chargers de San Diego (football américain) qui évoluent en National Football League (NFL) sont revenus à Los Angeles.
San Diego n'a jamais eu une franchise de la Ligue nationale de hockey (LNH), mais a accueilli plusieurs équipes des ligues mineures comme actuellement les Gulls de San Diego.
Sur le plan sportif, San Diego est réputé pour sa « malédiction », puisqu'aucune de ses équipes professionnelles participant à une ligue majeure dans l'ère moderne n'a remporté de titre. Avec une population de plus d'un million d'habitants, San Diego est la plus grande ville des États-Unis dans ce cas.